# Honduras en los Juegos Olímpicos de Atenas 2004
Honduras estuvo representado en los Juegos Olímpicos de Atenas 2004 por cinco deportistas, tres hombres y dos mujeres, que compitieron en cuatro deportes.
La portadora de la bandera en la ceremonia de apertura fue la jugadora de tenis de mesa Izza Medina. El equipo olímpico hondureño no obtuvo ninguna medalla en estos Juegos.